# Brian Lenihan, Jnr
Pour les articles homonymes, voir Brian Lenihan et Lenihan.
Brian Joseph Lenihan SC (en irlandais : Brian Ó Luineacháin), né le 21 mai 1959 à Dublin, et mort le 10 juin 2011 à Dublin, est un homme politique irlandais. Il est jusqu'à sa mort député (TD) Fianna Fáil de Dublin Ouest, et ministre des Finances.

## Biographie

### Études
Brian Lenihan fait ses études au Belvédère Collège, Dublin, puis au Trinity College, où il obtient son baccalauréat ès arts. Brian Lenihan obtient ensuite un diplôme en droit de l'université de Cambridge, avant de retourner au Kiurner au King's Inns, à Dublin où il est formé comme avocat. Il commence à donner des leçons de droit au Trinity College en 1984, l'année même où il est appelé à la barre. De 1992 à 1995 il est membre de la Criminal Injuries Compensation Tribunal et de la Garda Síochána Complaints Comité d'appel, et en 1997 il devient avocat-conseil.

### Carrière politique
Lenihan est membre d'une célèbre dynastie politique irlandaise. Son père Brian Lenihan est ministre pendant plus de vingt-cinq ans, Tánaiste, et candidat à l'élection présidentielle de 1990. Son grand-père, Patrick Lenihan est député au Dáil de 1965 jusqu'en 1970. Sa tante, Mary O'Rourke, est député pendant plus de vingt ans et également ministre. Son frère Conor Lenihan est aussi député et ministre d'État. Un autre frère, Paul, étudie le droit en France. 
Lenihan s’engage en politique en 1996, après le décès de son père, à qui il succède comme député. À la suite de sa réélection lors des élections générales de 1997, Lenihan devient président du Comité parlementaire multi-parti sur la Constitution. Il sert à ce poste jusqu'en 2002, date à laquelle il est nommé ministre d'État chargé de l'enfance. Il conserve le poste en 2007.

#### Cabinet de carrière: 2007-2011
Après les élections générales de 2007 et la victoire du Fianna Fáil, qu forme une coalition gouvernementale avec les Démocrates progressistes et le Parti vert, Lenihan devient ministre de la Justice, poste occupé par son père de 1964 à 1968. Après la nomination de Brian Cowen le 7 mai 2008 au poste de Premier ministre, il est nommé pour remplacer ce dernier comme ministre des Finances.

### Mort
Brian Lenihan meurt le 10 juin 2011 après s'être longtemps battu contre un cancer du pancréas. Il avait 52 ans.

## Sources
- "Brian Lenihan Joseph", la base de données des membres Oireachtas. Extrait le 2008-01-04.
- Brian Lenihan TD. Fianna Fáil site. Extrait le 2008-01-04.
- À propos de Noel Dempsey. Noel Dempsey's website. Extrait le 2008-01-04. "Il a été directeur des élections à l'ouest de Dublin d'une élection partielle en 1996 et a défié les probabilités en sécurisant le siège de Brian Lenihan. C'était la première victoire de l'élection par le Fianna Fáil depuis 1985. "
- Dublin West by-election, le 2 avril 1996. ElectionsIreland.org. Extrait le 2008-01-04.

- Notices d'autorité :   - VIAF
  - ISNI
  - IdRef
  - LCCN
  - WorldCat